# آنام (مجموعه تلویزیونی)
آنام نام یک مجموعهٔ تلویزیونی ایرانی است که سبک درام و اجتماعی دارد. این مجموعه به تهیه‌کنندگی اسماعیل عفیفه‌، کارگردانی جواد افشار و نویسندگی امیرعباس پیام در سال ۱۳۹۶ تولید شده‌است. تیتراژ پایانی این سریال با نام گرداب توسط احسان خواجه‌امیری اجرا شده‌است.
این سریال در شهرستان کلیبر و روستای نوجه ده در آذربایجان شرقی و تهران فیلم‌برداری شده‌است.

## خلاصهٔ داستان
داستان زندگی زنی میانسال به نام مارال است که زندگی پر ماجرا و سختی را پشت سر گذاشته و با تکیه بر قدرت اراده‌اش توانسته خود و خانواده‌اش را به آرامش و آسایش برساند. اما برملا شدن رازی، این آرامش را از او سلب کرده و زندگی‌اش را دوباره دچار تلاطم بزرگی می‌کند. او در می‌یابد تمام کسانی که عاشقش بوده و دوستش داشته‌اند، جنایات بزرگی در حق او مرتکب شده‌اند. پس تصمیم می‌گیرد برای به دست آوردن هر آنچه که به ناحق از او گرفته شده، بجنگد.

## بازیگران
| نام                 | نقش                | توضیحات                                                                                                  |
| ------------------- | ------------------ | --- |
| گلچهره سجادیه       | مارال/ماه‌گل سلطانی | مادر واقعی آرزو - مادر خوانده محمدعلی - مادر آیناز، همسر سهند                                            |
| عبدالرضا اکبری      | امید ثروتیان       | پدرخوانده آرزو- پدر آفرین و علی همسر ریحانه                                                              |
| مهرانه مهین‌ترابی    | ریحانه             | مادر خوانده آرزو - مادر آفرین و علی همسر امید                                                            |
| امیررضا دلاوری      | نوید               | همسر آیناز - داماد مارال سلطانی و سهند                                                                   |
| شبنم قلی خانی       | آرزو               | دختر خوانده ریحانه و امید - دختر واقعی مارال - همسر بیژن                                                 |
| مجید واشقانی        | بیژن               | همسر آرزو - برادر بهنام و بهاره                                                                          |
| سیامک صفری          | سهند               | همسر و پسرعموی مارال - پدر آیناز - پدرخوانده و عموی محمدعلی                                              |
| خسرو شهراز          | کبیر               | برادر احمد - برادر شوهر مارال سلطانی                                                                     |
| کاظم بلوچی          | تیمور              | پدر بیژن و بهنام                                                                                         |
| سامیه لک            | آیناز              | دختر مارال و سهند - خواهر واقعی آرزو و همسر نوید- هم شیر و خواهرخوانده و دخترعموی محمدعلی                |
| لاله مرزبان         | آفرین ثروتیان      | خواهر ناتنی آرزو - عاشق محمدعلی - دختر امید و ریحانه                                                     |
| احمد پورخوش         | محمدعلی            | فرزندخوانده مارال و سهند - برادرزاده سهند- برادر رضاعی هم شیر و برادر خوانده و پسرعموی آیناز- عاشق آفرین |
| عرفان ابراهیمی      | بهنام              | برادر بیژن                                                                                               |
| شیرین آقارضاکاشی    | مادر بیژن          | - |
| کوروش زارعی         | برزو               | پسرعموی سهند و مارال                                                                                     |
| منوچهر زنده‌دل       | اکبری              | مدیر داخلی کارخانه                                                                                       |
| فرهاد بشارتی        | شکور               | خدمتکار مارال                                                                                            |
| هاشم چاوشی          | جمال               | همسر کبری                                                                                                |
| حسین مسافر آستانه   | رسول               | دوست و همکار امید                                                                                        |
| مجید شهریاری        | از کارکنان کارخانه | همکار خرابکاری‌های کبیر                                                                                   |
| داریوش سلیمی        | پیشکار کبیر        | - |
| آیدا جعفری          | فریبا              | |
| فاطمه حسینی         | آبا جهان           | - |
| شمسی صادقی          | کبری               | خواهر احمد و کبیر                                                                                        |
| محمد حاجی بابایی    | نریمان             | دوست بهنام                                                                                               |
| محمود نوری          | -                  | - |
| آرزو روشناس         | صبورا              | خدمتکار آرزو و مارال                                                                                     |
| آرام چراغی          | سهیلا              | خدمتکار کلینیک ریحانه                                                                                    |
| بازیگران بخش فلاش‌بک |                    | |
| سیروس گرجستانی      | خان بابا           | پدربزرگ مارال و سهند                                                                                     |
| ناصر هاشمی          | المان              | پدر سهند                                                                                                 |
| هادی افتخارزاده     | پدر مارال          | - |
| فریبا سهرابی        | زینب               | مادر مارال                                                                                               |
| رقیه شادخواه        | آق ننه             | مادربزرگ مارال و سهند                                                                                    |
| امیر شاکری          | احمد               | برادر کبیر - برادر کبری - همسر مارال                                                                     |
| شهرام خزرایی        | جوانی کبیر         | برادر احمد - برادر شوهر مارال                                                                            |
| امین حاجی‌اکبری      | جوانی برزو         | پسر عمو سهند و مارال                                                                                     |
| سویل شیرگیر         | جوانی کبری         | خواهر شوهر مارال - خواهر احمد                                                                            |
| علیرضا پورصدیقیان   | جوانی امید ثروتیان | - |
| مهشید جوادی         | جوانی مارال        | |
| میثم ولیخانی        | جوانی سهند         | - |
| هاله مأذنی          | پرستار             | |
| طاها عابدی          | علی ثروتیان        | - |

## تغییر نام مجموعه
ابتدا نام «مهر نامیرا» برای این سریال برگزیده شده بود که بعدها با نظر عوامل سازنده به نام ترکی «آنام» به معنی «مادرم» تغییر یافت.

## جوایز و نامزدها
| ۱۳۹۷ | هجدهمین جشن حافظ |                                 |               |          |
| ۱۳۹۷ | هجدهمین جشن حافظ | بهترین بازیگر زن درام تلویزیونی | گلچهره سجادیه | نامزدشده |

## نظرات
آنام قصهٔ اسارت‌ها در زنجیر سنت‌های غلط و جهل و تعصب‌هاست. قصهٔ درد و رنج یک دختر جوان است که می‌خواهد به‌طور مستقل عشق و آیندهٔ زندگی خود را انتخاب کند اما در مبارزه با قیدوبندهای جاهلانه و دست و پاگیر اجتماعی دچار ناملایمات فراوانی می‌شود و سرنوشتی کاملاً متفاوت با خواسته خود پیدا می‌کند. آنام قصهٔ مرگ آرزوهاست.
درونمایهٔ دیگر سریال مفهوم مکافات است که گریبان انسان را رها نمی‌کند. هر عملی نتیجه و مکافاتی دارد که گویا سرنوشت محتوم انسان است و گذشت زمان نیز فقط آن را زیر خاکستر نگه می‌دارد تا زمانی که دوباره شعله‌ور گردد؛ و آغاز سریال درست در زمانی است که کم‌کم باد خاکسترها را از روی آتش کنار زده و شعله‌ها دیده می‌شود. هر لحظه انتظار شعله‌ور شدن و گرگرفتن آتش می‌رود. امید پدر آرزو خطای بزرگی انجام داده و بچه‌ای را از مادرش جدا کرده‌است، اما پس از سی سال اکنون نوبت مکافات است و هیچ راهی برای فرار وجود ندارد و هر دست و پا زدنی او را بیشتر در باتلاق فرو خواهد برد.

## موسیقی
| شماره | نام                     | خواننده           | مدت  |
| ----- | ----------------------- | ----------------- | ---- |
| ۱.    | «گرداب» (تیتراژ پایانی) | احسان خواجه امیری | ۴:۲۳ |